# 548715 Stus
548715 Stus è un asteroide della fascia principale. Scoperto nel 2010, presenta un'orbita caratterizzata da un semiasse maggiore pari a 2,525467 UA e da un'eccentricità di 0,298316, inclinata di 20,592576° rispetto all'eclittica.
È dedicato a Vasyl' Stus, poeta ed attivista ucraino.